# Diócesis de Aizawl
La diócesis de Aizawl (en latín: Dioecesis Aizavlensis y en inglés: Roman Catholic Diocese of Aizawl) es una circunscripción eclesiástica de la Iglesia católica en India. Se trata de una diócesis latina, sufragánea de la arquidiócesis de Shillong. Desde el 2 de octubre de 2001 su obispo es Stephen Rotluanga, de la Congregación de Santa Cruz.

## Territorio y organización
La diócesis tiene 28 002 km² y extiende su jurisdicción sobre los fieles católicos de rito latino residentes en el estado de Mizoram y en los distritos del estado de Asam de: Cachar, Hailakandi y Karimganj.
La sede de la diócesis se encuentra en la ciudad de Aizawl, en donde se halla la Catedral de Cristo Rey. 
En 2020 en la diócesis existían 32 parroquias.

## Historia
La prefectura apostólica de Haflong fue erigida el 17 de enero de 1952 con la bula Fit nonnumquam del papa Pío XII, obteniendo el territorio de la arquidiócesis de Daca y de la diócesis de Chittagong (hoy arquidiócesis de Chattogram).
El 26 de junio de 1969, como consecuencia de la bula Omnium sollicitudo del papa Pablo VI, la prefectura apostólica fue elevada al rango de diócesis y tomó el nombre de diócesis de Silchar.
El 5 de diciembre de 1983 cedió una parte de su territorio para la erección de la diócesis de Diphu mediante la bula Ut per aptam del papa Juan Pablo II.
El 11 de enero de 1996 cedió otra porción de su territorio para la erección de la diócesis de Agartala mediante la bula Venerabiles Fratres del papa Juan Pablo II. Al mismo tiempo la sede del obispado se trasladó de Silchar a Aizawl y la diócesis tomó su nombre actual.

## Estadísticas
Según el Anuario Pontificio 2021 la diócesis tenía a fines de 2020 un total de 40 892 fieles bautizados.
| Año                                                                             | Población            | Población | Población      | Sacerdotes | Sacerdotes    | Sacerdotes    | Bautizados por sacerdote | Diáconos permanentes | Religiosos | Religiosos | Parroquias |
| Año                                                                             | Bautizados católicos | Total     | % de católicos | Total      | Clero secular | Clero regular | Bautizados por sacerdote | Diáconos permanentes | Varones    | Mujeres    | Parroquias |
| ------------------------------------------------------------------------------- | -------------------- | --------- | -------------- | ---------- | ------------- | ------------- | ------------------------ | -------------------- | ---------- | ---------- | ---------- |
| 1980                                                                            | 16 609               | 3 825 000 | 0.4            | 26         | 9             | 17            | 638                      |                      | 31         | 87         | 11         |
| 1990                                                                            | 20 446               | 4 519 000 | 0.5            | 32         | 16            | 16            | 638                      |                      | 28         | 113        | 14         |
| 1999                                                                            | 20 076               | 3 181 893 | 0.6            | 32         | 22            | 10            | 627                      |                      | 21         | 94         | 17         |
| 2000                                                                            | 21 245               | 3 181 893 | 0.7            | 31         | 22            | 9             | 685                      |                      | 21         | 98         | 19         |
| 2001                                                                            | 29 794               | 3 972 965 | 0.7            | 40         | 24            | 16            | 744                      |                      | 35         | 108        | 20         |
| 2002                                                                            | 20 267               | 3 982 765 | 0.5            | 39         | 24            | 15            | 519                      |                      | 34         | 112        | 20         |
| 2003                                                                            | 29 794               | 3 972 965 | 0.7            | 40         | 24            | 16            | 744                      |                      | 31         | 85         | 20         |
| 2004                                                                            | 30 618               | 4 178 874 | 0.7            | 42         | 26            | 16            | 729                      |                      | 31         | 114        | 20         |
| 2006                                                                            | 32 429               | 4 226 980 | 0.8            | 49         | 29            | 20            | 661                      |                      | 35         | 138        | 20         |
| 2012                                                                            | 37 910               | 4 585 000 | 0.8            | 52         | 24            | 28            | 729                      |                      | 44         | 165        | 29         |
| 2015                                                                            | 39 489               | 4 715 315 | 0.8            | 60         | 26            | 34            | 658                      |                      | 54         | 213        | 32         |
| 2018                                                                            | 40 101               | 5 112 680 | 0.8            | 72         | 27            | 45            | 556                      |                      | 61         | 190        | 32         |
| 2020                                                                            | 40 892               | 4 785 469 | 0.9            | 78         | 28            | 50            | 524                      |                      | 68         | 205        | 32         |
| Fuente: Catholic-Hierarchy, que a su vez toma los datos del Anuario Pontificio. |                      |           |                |            |               |               |                          |                      |            |            |            |

## Episcopologio
- George Daniel Breen, C.S.C. † (21 de marzo de 1952-26 de junio de 1969 renunció)
- Denzil Reginald D'Souza † (26 de junio de 1969-18 de octubre de 2000 renunció)
- Stephen Rotluanga, C.S.C., desde el 2 de octubre de 2001